# Hans Weiss
Hans Weiss (ur. 19 kwietnia 1892 w Hof, zm. 2 maja 1918 w Mericourt) – as lotnictwa niemieckiego Luftstreitkräfte z 19 potwierdzonymi zwycięstwami w I wojnie światowej. Należał go grona Balloon Buster z 5 zestrzelonymi balonami obserwacyjnymi.

## Życiorys
Służył w FFA68, a później po przekształceniu jednostki w FF(A)282 od września 1916 do 14 lipca 1917 roku, kiedy został przeniesiony do FA(A)289. Po odbyciu szkolenia w Jastaschule został przydzielony do eskadry myśliwskiej Jagdstaffel 41. Pierwsze z dziesięciu zwycięstw odniesionych w czasie służby w Jasta 41 odniósł 16 września. 17 marca 1917 roku został przeniesiony do Jagdstaffel 10. W eskadrze służył do początku kwietnia, odnosząc swoje jedenaste zwycięstwo. Od kwietnia służył w Jagdstaffel 11. Pomiędzy 18 kwietnia a 2 maja 1917 roku pełnił obowiązki dowódcy eskadry, odnosząc kolejnych pięć potwierdzonych zwycięstw. 2 maja 1918 został śmiertelnie ranny w głowę.
Latał na czarnym Fokkerze Dr.I z pomalowanym na biało ogonem oraz górną powierzchnią najwyższego skrzydła.

## Odznaczenia
- Królewski Order Rodu Hohenzollernów
- Krzyż Żelazny I Klasy
- Krzyż Żelazny II Klasy